# Toni García Arias
Toni García Arias (La Coruña, 1969) es un profesor de educación primaria, articulista y poeta español.

## Biografía
Toni García Arias nace en 1969 en Laraxe, un pueblo de la provincia de La Coruña. Un par de meses después de su nacimiento, y debido al trabajo de su padre, que era jefe de obra industrial, se traslada a Sacardebois, una parroquia del concejo de Parada de Sil, en la provincia de Orense. Después de pasar su primer año de vida en Sacardebois, sus padres se trasladan a Puertollano, en la provincia de Ciudad Real, y de ahí a Puente Mayorga, una barriada de San Roque, en la provincia de Cádiz. Toni recorre con sus padres y su hermano quince provincias distintas de toda la geografía española, hasta asentarse sus dos últimos años de bachillerato en su pueblo natal. Su interés por la macroeconomía y por la bolsa  hace que, tras realizar la selectividad, Toni se matricule en Empresariales en la Universidad de Oviedo. Sin embargo, no encuentra en la carrera lo que él esperaba, por lo que regresa a Galicia y se matricula en Magisterio en la Universidad de Santiago de Compostela. Tras diplomarse en Magisterio, y debido a la congelación de las oposiciones al cuerpo de maestros en Galicia, Toni se traslada a la Región de Murcia, donde ejerce en la actualidad.
En el ámbito educativo, García es maestro de Educación Primaria en el Colegio Joaquín Carrión de San Javier y profesor de la asignatura de TFM de la Universidad Internacional de Valencia. García ha dirigido diversos Proyectos de Innovación Educativa, algunos de los cuales ha recibido menciones internacionales, y participa en diferentes trabajos como asesor curricular, especialmente en el área de Inteligencia Emocional, Liderazgo de Centros Educativos y Acoso escolar. Tiene publicados más de una veintena de artículos en revistas especializadas en educación y es autor de los libros "Manual para superar la adolescencia", "Educación emocional para todos", "Hacia una nueva educación" y "118 recursos TIC básicos y gratuitos para docentes", "La educación de las fortalezas" y "Cómo mejorar la calidad educativa del centro". Además, colabora en programas de televisión como "La aventura del saber", de La 2 de TVE, Espejo Público de Antena 3 y Horizonte de Tele 5. En el año 2019, Toni García gana el Premio al Mejor Docente de España de Primaria 2018 de los Premios Educa Abanca, en el 2021 gana el Global Teacher Award y en el 2023 fue el único español entre los 50 finalistas del Global Teacher Prize, considerado el "Nobel de la educación", otorgado por la UNESCO en colaboración con la Fundación Varkey. Debido a todo ello, Toni García ha sido considerado por varias publicaciones uno de los "influencers" más destacados de habla hispana en el ámbito educativo. 
Como periodista, es articulista del Diario La Opinión de Murcia, del Diario digital Periodista Digital y de la revista neoyorkina Viceversa Magazine. Desde el año 2005 al año 2012, fue Redactor de la Asociación de la Prensa de la Región de Murcia, en la sección de Educación. Además, es comentarista habitual del programa de Intereconomía "Hablemos de educación". 
Como escritor, Toni García comenzó su carrera literaria con su primer libro de poemas, "Todos los puertos", formando parte de la joven poesía gallega y murciana. Tras este primer poemario, le siguieron otros dos, "Ángeles caídos" y "Diccionario de derrotas", y una novela "Mentiras para no estar solo". Sus poemas y relatos han sido publicados en diversas revistas literarias en castellano y gallego, tanto nacionales como internacionales, entre las que destacan la Revista Baquiana (Miami) o Dorna (Santiago de Compostela). Algunos de sus poemas han sido traducidos al inglés, francés, italiano y portugués y han formado parte de los exámenes de selección de Universidades latinoamericanas y españolas.

## Obra

### Novela
- Mentiras para no estar solo (Apeiron, 2017)

### Poesía
- Ángeles caídos (Renacimiento, 2006)

- Diccionario de derrotas (Nausícaä, 2003)

- Todos los puertos (Nausícaä, 2002)

### Educación
- Aulas sin bullying, aulas sin miedo (Madrid, Pirámide, 2025)

- Como mejorar la calidad educativa del centro (Madrid, Pirámide, 2020)

- La educación de las fortalezas (Madrid, Pirámide, 2020)

- 118 recursos TIC básicos y gratuitos para el docente (Sevilla, 7 Editores, 2017)

- Hacia una nueva educación (Sevilla, Editorial MAD, 2016)

- Educación emocional para todos (Madrid, LoQueNoExiste Editorial, 2016)

- Manual para superar la adolescencia; tratado de educación e inteligencia emocional (Málaga, Ediciones Aljibe, 2013)

### Relatos
- “Ocho por siete”, en VV.AA, Relatos de verán 2002 (Santiago de Compostela: Editorial Ir-Indo, 2002)

- “Música para teus ollos”, en VV.AA, Relatos de verán 2001 (Santiago de Compostela: Editorial Ir-Indo, 2001)

- “Malos tempos”, Diario La Voz de Galicia, Páxinas Literarias, (La Coruña, 2000)

- “El Parque”, Revista LEER. El Magazine Literario, N.º 10 (Madrid, 1999)

- “Yesterday”, en VV.AA, Cuentos que llevó el cartero (Madrid: Editorial Fuentetaja, 1998)

## Premios y Menciones
- Premio "Global Teacher Prize 2023" Top 50
- Premio "Global Teacher Award 2021"
- Premio "Top Global Humanitas: categoría Desarrollo Personal", 2021
- Premio al Mejor Docente de España en Educación Primaria, 2018.
- Mención especial por su carrera profesional y cultural, Concejo de Cabanas, La Coruña, 2019.
- Premio "Personaje del año 2019" del diario La Opinión de Murcia, 2019.
- Diploma de excelencia por "La promoción de una educación multicultural", Gobierno de Rumania, 2020.
- Reconocimiento "Ejemplo de docente" de la Unión Europea, 2020.
- Mención de honor como Mejor Docente de España, Ayuntamiento de San Javier, 2019.
- Mención de Honor en los Premios de Innovación Educativa de la CARM 2017
- Finalista del  IV Concurso Homenaje a Gabriel García Márquez, Ojos Verdes Ediciones, 2016
- Primer Premio de la Cultura del Concejo de Cabanas, La Coruña, 2010.